# Constel·lació del Bover
La constel·lació del Bover (en llatí Bootes) és una de les 88 constel·lacions modernes, que ja figurava a la llista de les 48 constel·lacions ptolemaiques. La manera més fàcil de trobar aquesta constel·lació dins el cel és perllongant la línia que formen els estels de la cua de l'Ossa Major. En aquesta constel·lació s'hi troba un objecte del cel profund NGC 5466. Les galàxies d'aquesta constel·lació són petites i poc brillants. Té unes 90 estrelles observables a simple vista. Destaca Arcturus, la tercera estrella més brillant del cel nocturn.

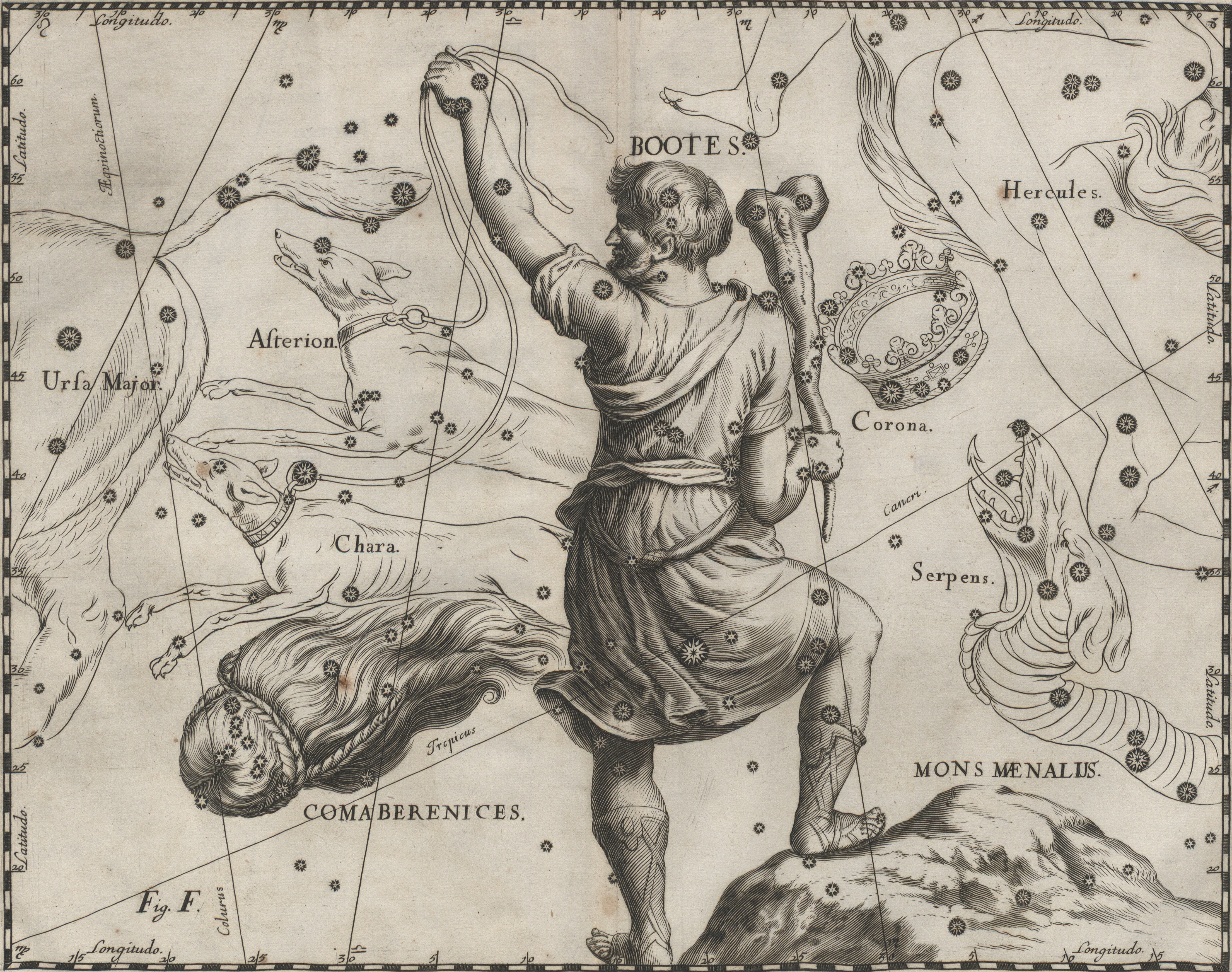
La constel·lació del Bover segons Johannes Hevelius a la seva Uranographia.

Delimitació de la constel·lació del Bover segons la IAU.

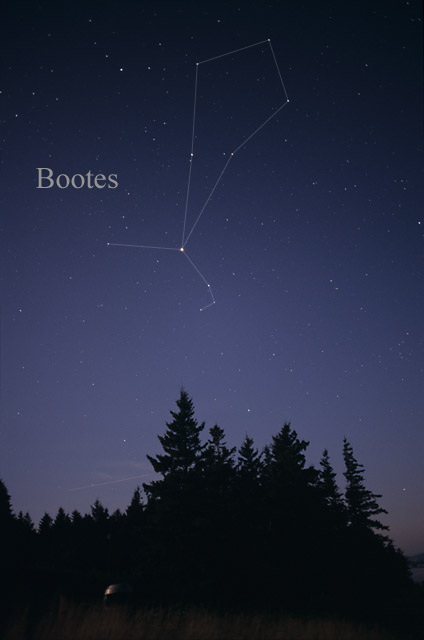
Bootes al cel nocturn.

## Mitologia
Un bover o bouer és un pastor de bous. El llatí Bootes prové del grec Βοώτής, que prové de Βοῦς ‘bou’ i ώθεῑυ ‘conduir’.
La constel·lació del Bover està íntimament associada al mite de les osses (Ossa Major i Ossa Menor). Si es consideren com a carros, o com a osses, Bootes pren la personalitat del bover (conductor d'un carro estirat per bous), o el guardià de les osses. Per als àrabs Bootes seria un llancer. Sia com sia Bootes sol estar associat a una figura protectora i vigilant, la qual cosa faria pensar en un mite anterior comú a tots els altres.
Per als sumeris aquesta constel·lació és la representació d'Enlil, fill del déu del cel, Anu. Enlil tenia la Tauleta del destí, per mitjà de la qual es decretaven els destins d'homes i déus. Era l'única constel·lació mesopotàmica d'importància que no pertanyia a les inscrites o properes al Camí de la Lluna.
Bootes o el Bover és una constel·lació lligada a les osses. Antigues llegendes constaten el fet que es troba a prop de Polaris, i per això seria l'home que aguanta el cel (Atlant). Els seus grups de set filles serien les petites constel·lacions de set estels: les Hespèrides (Ossa Menor), les Híades (les banyes de la constel·lació actual de Taurus) i les Plèiades (actualment també a la constel·lació de Taurus). Avui en dia es diu que el Bover és el «Guardià de les Osses». Una segona versió d'aquest mite el considera el gegant Geríon, d'on vindria el nom donat a la constel·lació: el Bover, acompanyat, en època moderna, dels cans de caça.

## Astronomia
La constel·lació del Bover o Bootes és la 13a constel·lació més gran del cel nocturn, ocupant una àrea de 907 graus quadrats. Es troba al tercer quadrant de l'hemisferi nord (NQ3) i es pot veure a latituds entre +90° i –50°. Les constel·lacions veïnes són Canes Venatici, Coma Berenices, Corona Borealis, Draco, Hercules, Serpens Caput, Virgo i Ossa Major.
La forma genitiva de Bootes, utilitzada en els noms d'estrelles, és Bootis. L'abreviatura de tres lletres, adoptada per la Unió Astronòmica Internacional (IAU) el 1922, és Boo. Pertany a la família de constel·lacions de l'Ossa Major, juntament amb Camelopardalis, Canes Venatici, Coma Berenices, Corona Borealis, Draco, Leo Minor, Lynx, Ossa Major i Ossa Menor.
Hi ha cinc asterismes relacionats amb el Bover: el Triangle de Primavera (vèrtexs als estels Arcturus, Spica i Regulus), el Diamant de Virgo (vèrtexs a Cor Caroli, Denebola, Spica i Arcturus), l'Estel, el Con de Gelat i el Trapezoide. De les 18 pluges d'estrelles relacionades amb aquesta constel·lació destaquen els Quadràntids, malgrat que el punt radiant és a la constel·lació del Bover rep el nom de l’antic asterisme i constel·lació Quadrans Muralis, dibuixada per l'astrònom francès Joseph-Jêrôme Lalande (1732-1807). El cos progenitor dels Quadràntids és probablement l'asteroide 2003 EH1. Aquests meteors provoquen, entre l’1 i el 5 de gener, amb un màxim el 3 de gener, una pluja d’estels molt activa. També destaquen els α Boòtids (28 d'abril), els φ Boòtids (1 de maig) i els Boòtids de juny (28 de juny), que poden ser deguts al cometa 7P/Pons-Winnecke.

### Estrelles
El Bover conté 10 estrelles amb noms aprovats per la Unió Astronòmica Internacional (IAU). Són Alkalurops, Arcalis, Arcturus, Izar, Merga, Muphrid, Nekkar, Nikawiy, Seginus i Xuange.

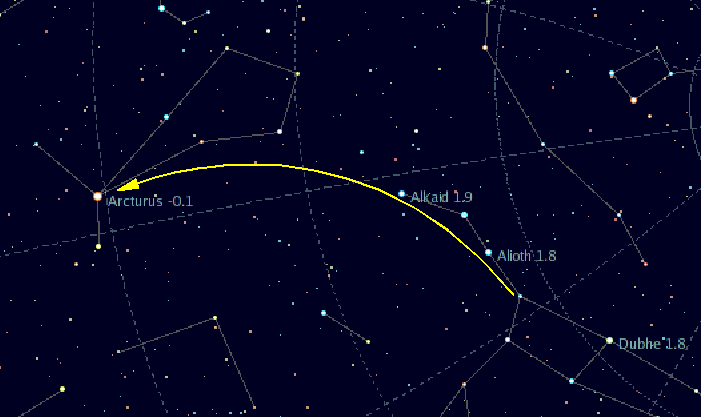
Localització d'Arcturus a partir de les estrelles de la cua de l'Ossa Major.

#### Artur
Artur, Arcturus o α del Bover (popularment estel bover) és la tercera estrella més brillant del cel i la més brillant de l'hemisferi nord. Fou la primera estrella a ser observada de dia, el 1635. Té una magnitud aparent de –0,04. Hi ha autors que la consideren la quarta estrella més brillant, darrere d'α del Centaure, perquè aquesta última és una estrella binària amb una magnitud combinada de –0,27. No obstant això, Arcturus és la tercera estrella individual més brillant del cel nocturn, seguida per Rigil Kentaurus (α del Centaure A), l'estrella més brillant de la constel·lació del Centaure i la quarta estrella individual més brillant del cel.
El nom «Arcturus» prové del grec antic Ἀρκτοῦρος Arktouros, que significa "guardià de l'ós", derivat de ἄρκτος arktos, ‘ós' i οὖρος ouros ‘guardià’, fent referència a la posició de l'estrella prop de les constel·lacions de l'Ossa Menor i l'Ossa Major.
L'estrella es troba al peu esquerre del Bover, el que es troba al costat de les constel·lacions de l'Ossa Major i l'Ossa Menor. És un gegant taronja de tipus K1.5 IIIpe, amb un espectre de llum inusual i ple de línies d'emissió. A uns 36,7 anys llum de distància, l'estrella té una lluminositat d'almenys 110 vegades la del Sol i un moviment propi molt alt; es mou a 122 km/s respecte al Sistema Solar. Arribarà al punt més proper al Sol en aproximadament 4 000 anys. Hom pot trobar Arcturus si se segueix l'arc de les tres estrelles brillants que formen el mànec de l'asterisme de l'Ossa Major. És membre del Núvol Interestel·lar Local, un núvol interestel·lar en el qual la Terra i el Sistema Solar es mouen actualment. El núvol té un diàmetre de 30 anys llum. Es creu que Arcturus és una vella estrella de disc. Sembla que viatja amb un grup de 52 altres vells estels de disc, coneguts com a grup mòbil d'Arcturus.

#### Altres estrelles
Nekkar o β del Bover és un gegant de tipus G groc a 219 anys llum de la Terra. És una estrella d'una explosió, un tipus d'estrella variable que mostra augments dramàtics en la lluminositat durant uns minuts. El nom Nekkar deriva d'una transliteració incorrecta de la paraula àrab al baqqar ‘el ramader, el pastor de bestiar’. A vegades l'estrella també es coneix com a Meres.
Seginus o γ del Bover és una estrella variable de tipus Delta Scuti, que mostra variacions en la brillantor com a resultat de pulsacions tant radials com no radials a la seva superfície. L'estrella està aproximadament a 85 anys llum de distància. La seva lluminositat varia entre la magnitud 3,02 i 3,07 amb un període de 6,97 hores. L'estrella pertany a la classe espectral A7III.
Izar (Pulcherrima) o ε del Bover és una estrella binària situada aproximadament a 300 anys llum de distància del Sistema Solar. Consta d'un gegant taronja brillant i una estrella principal més petita i més feble. El nom Izar ve de la paraula àrab al izar ‘el vel’. També és coneguda com a Pulcherrima, que significa ‘la més bonica’" en llatí. Els altres noms tradicionals de l'estrella són Mirak (‘les cuixes' en àrab) i Mizar.

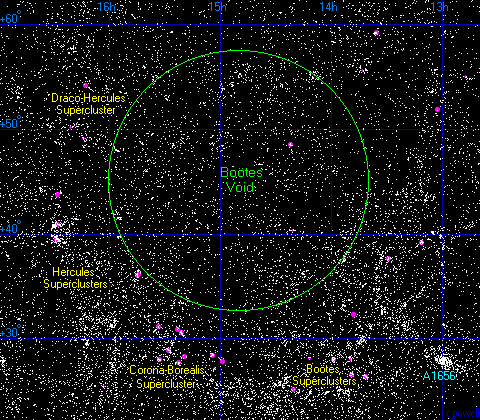
El buit del Bover.

Muphrid o η del Bover és una estrella binària espectroscòpica amb un període de 494 dies. Està situada prop d'Arcturus al cel, només a 3,24 anys llum de distància. El nom tradicional de l'estrella és Muphrid, derivat de l'expressió àrab al mufrid ‘el solitari’. També és coneguda com a Saak. Muphrid es troba a 37 anys llum de la Terra. Pertany a la classe espectral G0 IV. Té un excés significatiu d'elements més pesants que l'hidrogen.
Alkalurops o μ del Bover és una estrella triple situada aproximadament a 121 anys llum de distància. El component més brillant és un subgegant de tipus F blanc-groc amb una magnitud aparent de 4,31. El company és una estrella binària que es troba a 108 segons d'arc de distància. El nom Alkalurops prové de la paraula grega καλαύροψ kalaurops, que significa ‘el bastó del pastor’.

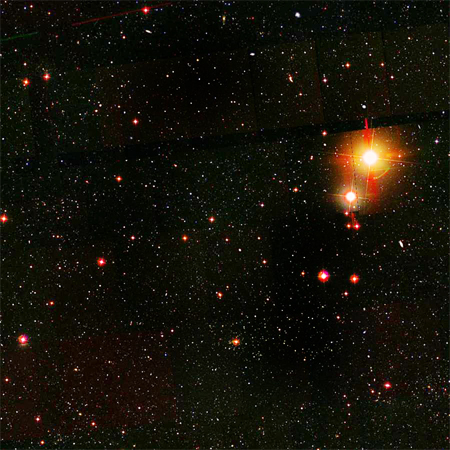
Bootes I o galàxia nana del Bover.

Merga o h del Bover es troba aproximadament a 153 anys llum de la Terra i pertany a la classe espectral F7IVw. El nom Merga prové de l'expressió àrab que significa ‘la dona lligada’. L'estrella té una magnitud aparent de 5,74.

### Altres objectes
A principis de 2024 s'havien identificat 29 planetes extrasolars orbitant estels del Bover. En destaca els sistema planetaris de l'estel HD 141399, format per quatre exoplanetes (HD 141399 b, HD 141399 c, HD 141399 d i HD 141399 e) i de l'estel TOI 2076 amb tres (TOI 2076 b, TOI 2076 c i TOI 2076 d). τ del Bover b és un júpiter calent i fou un dels primers exoplanetes en ser descoberts (1997).
El buit del Bover, també conegut com el Gran Buit o el Superbuit, és una regió esfèrica del cel, amb un diàmetre de gairebé 250 milions d'anys llum, que conté molt poques galàxies. La seva ubicació aproximada és a l'ascensió recta 14h 20m i la declinació 26°. El buit fou descobert per Robert P. Kirshner, professor de col·legi d'astronomia a Harvard, el 1981, com a part d'una enquesta de corriments al roig galàctic. Actualment, se sap que hi ha almenys 60 galàxies dins del buit.

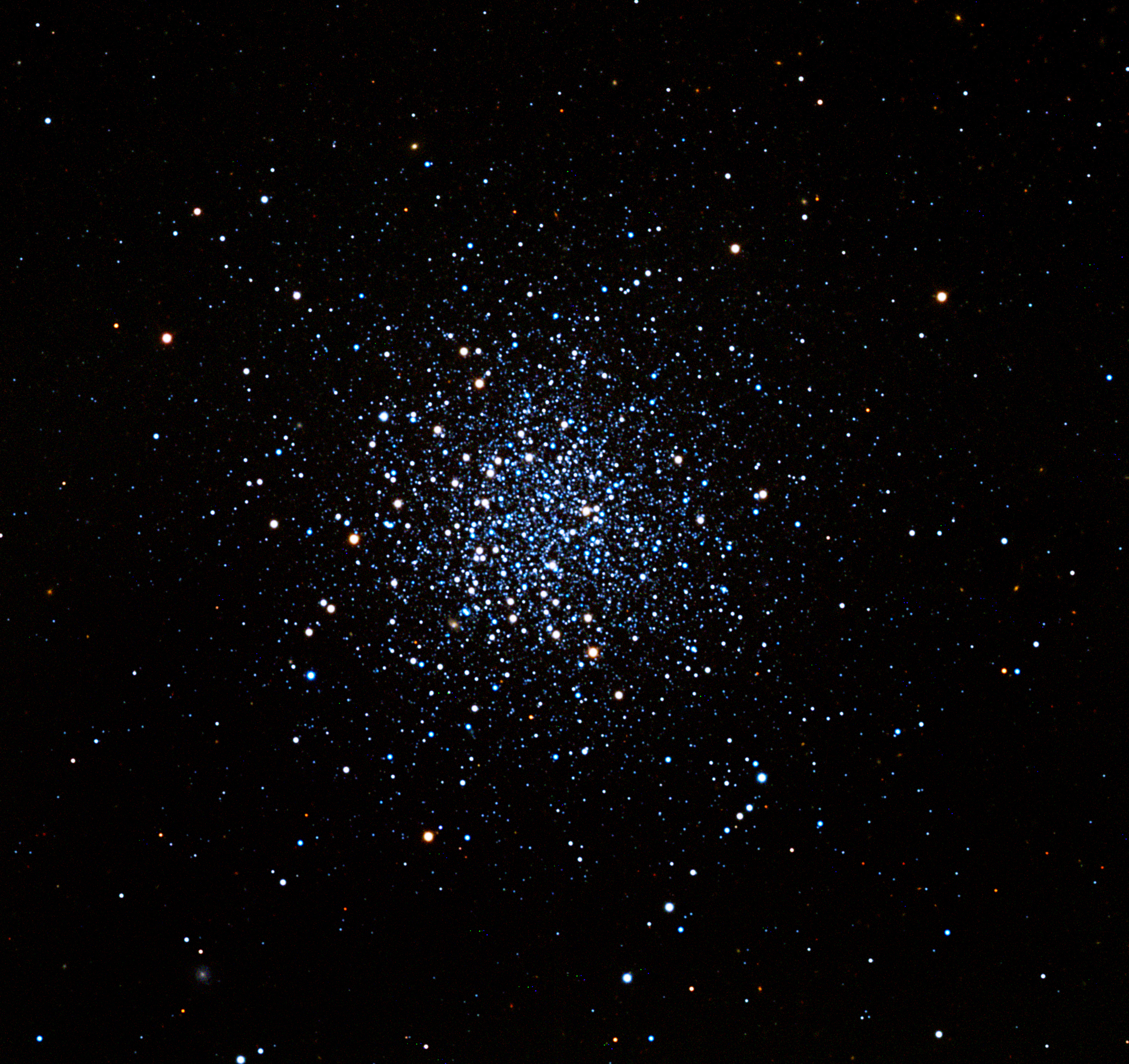
NGC 5466.

La galàxia nana del Bover o Bootes I és una galàxia esferoidal nana situada aproximadament a 197 000 anys llum de la Terra. És una de les galàxies més tènues conegudes, amb una magnitud absoluta de –5,8 i una magnitud aparent de 13,1. Fou descoberta el 2006. Orbita la Via Làctia i, a causa de la forma distorsionada, es creu que està desintegrada per les forces de marea de la Via Làctia. La galàxia té un ample d'aproximadament 720 anys llum.
NGC 5466 és un cúmul globular situat aproximadament a 51 800 anys llum de la Terra. El cúmul fou descobert per primera vegada per l'astrònom alemany naturalitzat britànic William Herschel el 1784. És a uns 52 800 anys llum del centre galàctic. El cúmul és notable perquè conté una branca horitzontal blava d'estrelles i és tan pobre en metalls com els cúmuls globulars regulars.